# Allodia fontinalis
Allodia fontinalis är en tvåvingeart som beskrevs av Santos Abreu 1920. Allodia fontinalis ingår i släktet Allodia och familjen svampmyggor.
Artens utbredningsområde är Kanarieöarna. Inga underarter finns listade i Catalogue of Life.